# Азат (Армения)
Аза́т (арм. Ազատ; в переводе с арм. «свободный») — село в Армении в Гехаркуникской области. Расположено к востоку от Еревана, к юго-востоку от Гавара, к юго-востоку от Вардениса и к югу от Сотка.
В селе расположены руины церкви XIX века. В составе Российской империи село Агкилиса поначалу входило в состав Гёгчайского магала Эриванской провинции Армянской области.

## Население
По оценке на 2008 год население составляло 173 жителя. По данным переписи населения Армении 2011 года население села составляло 101 человек.
По данным «Кавказского календаря» 1912 года в селе Агкилиса Новобаязетского уезда Эриванской губернии жило 180 человек, в основном азербайджанцев, указанных в календаре как «татары». До начала карабахского конфликта здесь жили в основном азербайджанцы.
| Год  | Численность | Численность |
| ---- | ----------- | ----------- |
| 1873 | 263         | [ 8 ]       |
| 1897 | 389         | [ 9 ]       |
| 1926 | 252         | [ 8 ]       |
| 1959 | 276         | [ 9 ]       |
| 1979 | 448         | [ 9 ]       |
| 1989 | 300         | [ 9 ]       |
| 2001 | 165         | [ 9 ]       |
| 2011 | 101         | [ 10 ]      |

## Известные уроженцы
- Ашуг Алескер — азербайджанский ашуг[11].